# Caprile
Caprile es una localidad y comune italiana de la provincia de Biella, región de Piamonte, con 210 habitantes,se encuentra a 80 km al noreste de Turín y a 20 km al noreste de Biella.

## Evolución demográfica
| Gráfica de evolución demográfica de Caprile entre 1861 y 2001 |
|                                                               |
| Fuente ISTAT - elaboración gráfica de Wikipedia               |